# Antígua e Barbuda nos Jogos Olímpicos
Antígua e Barbuda competiu pela primeira vez nos Jogos Olímpicos em 1976, e tem participado em cada edição desde então, exceto os Jogos Olímpicos de Verão de 1980 por participar do boicote àqueles jogos. Antigua e Barbuda nunca ganhou uma medalha nas Olimpíadas de Verão e nunca competiu nos Jogos Olímpicos de Inverno.
A Associação Olímpica de Antígua e Barbuda foi formada em 1966 após a dissolução da Federação das Índias Ocidentais em 1962, e foi reconhecido em 1976.

## Quadros de medalhas

### Quadro de Medalhas por Jogos de Verão
| Jogos               | Atletas        | Ouro | Prata | Bronze | Total | Posição |
| 1976 Montreal       | 10             | 0    | 0     | 0      | 0     | -       |
| 1980 Moscou         | Não Participou |      |       |        |       |         |
| 1984 Los Angeles    | 14             | 0    | 0     | 0      | 0     | -       |
| 1988 Seul           | 15             | 0    | 0     | 0      | 0     | -       |
| 1992 Barcelona      | 13             | 0    | 0     | 0      | 0     | –       |
| 1996 Atlanta        | 13             | 0    | 0     | 0      | 0     | –       |
| 2000 Sydney         | 3              | 0    | 0     | 0      | 0     | –       |
| 2004 Atenas         | 5              | 0    | 0     | 0      | 0     | –       |
| 2008 Beijing        | 5              | 0    | 0     | 0      | 0     | –       |
| 2012 Londres        | 4              | 0    | 0     | 0      | 0     | –       |
| 2016 Rio de Janeiro | 9              | 0    | 0     | 0      | 0     | –       |
| 2020 Tóquio         | Evento Futuro  |      |       |        |       |         |
| Total               | Total          | 0    | 0     | 0      | 0     | -       |